# 음력 1월 4일
음력 1월 4일은 음력 1월의 4번째 날이다.

## 사건
- 1135년 - 묘청의 난 발발.

## 문화
- 2006년 - K리그의 부천 SK가 제주특별자치도로 연고이전을 하여 제주 유나이티드로 변경됐다.

## 탄생
- 1612년 - 인조의 장남 소현세자.
- 1970년 - 대한민국의 배우 유해진.
- 1971년 - 대한민국의 배우 이서진.

## 사망
- 1945년 - 한국의 시인 윤동주.

## 같이 보기
- 음력 360일: 1월 2월 3월 4월 5월 6월 7월 8월 9월 10월 11월 12월
- 전날:1월 3일 다음날:1월 5일 - 전달:12월 4일 다음달:2월 4일
- 양력:1월 4일
- 음력, 윤달